# Elka (Automobilhersteller)
Elka war ein italienischer Hersteller von Automobilen.

## Unternehmensgeschichte
Das Unternehmen importierte Fahrzeugkomponenten und fertigte daraus komplette Fahrzeuge. Die Teile kamen vom damals in Österreich-Ungarn ansässigen Hersteller Laurin & Klement, kurz L & K. Als Markenname wurde Elka gewählt. Die Produktion dauerte von 1912 bis 1914.

## Renneinsätze
Die Fahrzeuge wurden auch bei Autorennen eingesetzt. So erreichte der Italiener Lucca auf einem Elka den sechsten Platz bei der Targa Florio von 1914.